# Alligatoroidea
Alligatoroidea é uma superfamília de arcossauros crocodilianos. Seus membros são mais aparentados com o Alligator mississippiensis do que com Crocodylus niloticus e Gavialis gangeticus.

## Taxonomia
- Superfamília Alligatoroidea
  - Família Alligatoridae
    - Subfamília Alligatorinae
      - Gênero † Albertochampsa
      - Gênero Alligator
        - † Alligator mcgrewi
        - † Alligator mefferdi
        - American alligator, Alligator mississippiensis
        - † Alligator olseni
        - † Alligator prenasalis
        - Alligator sinensis

      - Gênero † Allognathosuchus
      - Gênero † Arambourgia
      - Gênero † Ceratosuchus
      - Gênero † Chrysochampsa
      - Gênero † Eoalligator
      - Gênero † Hassiacosuchus
      - Gênero † Hispanochampsa
      - Gênero † Krabisuchus
      - Gênero † Navajosuchus
      - Gênero † Procaimanoidea
      - Gênero † Wannaganosuchus

    - Subfamília Caimaninae
      - Gênero Caiman
        - Yacare caiman
        - Caiman crocodilus
          - Rio Apaporis caiman, C. c. apaporiensis
          - Caiman marrom, C. c. fuscus

        - Caiman latirostris
        - † Caiman lutescans

      - Gênero Melanosuchus
        - † Melanosuchus fisheri
        - Melanosuchus niger

      - Gênero † Eocaiman
      - Gênero † Mourasuchus
      - Gênero † Necrosuchus
      - Gênero † Orthogenysuchus
      - Gênero Paleosuchus
        - Paleosuchus palpebrosus
        - Paleosuchus trigonatus

      - Gênero † Purussaurus